# Chanakya
Chanakya (en sànscrit: चाणक्य Cāṇakya  pronunciació (?·pàg.) c. 350-283 aC) fou un mestre indi, filòsof, conseller i primer ministre del primer emperador Chandragupta Maurya,(c. 340-293 aC) i responsable del seu ascens al poder.
Originalment era professor de ciències polítiques i d'econòmiques a l'antiga Universitat de Tàxila, en l'actual Panjab (Pakistan), però posteriorment Chanakya va treballar perquè el primer emperador Maurya Chandragupta, pugés al poder quan era encara força jove. Existeix l'estesa creença que va tenir un paper important en l'establiment de l'Imperi Maurya, que fou el primer imperi del qual es té constància escrita que va dominar bona part del subcontinent indi. Chanakya serví com a conseller tant a Chandragupta com al seu fill Bindusara.
Chanakya ha estat considerat el pioner tant en ciències polítiques com en economia a l'Índia, camp, aquest darrer, sobre el qual va escriure un mil·lenni i mig abans que Ibn Khaldun. També se'l considera un destacat precursor de l'economia clàssica. Al món occidental, se'l coneix com el "Maquiavel hindú" per les seves habilitats diplomàtiques, tot i que les seves obres van precedir les de Maquiavel vora 1.800 anys. La seva obra es va perdre a final de la dinastia Gupta i no es va redescobrir fins al 1915.

## Biografia

### Identitat de l'autor
Se sap que generalment se l'anomenava Chanakya, però en la seva qualitat d'autor de l'Arthaśhāstra, un antic tractat polític indi, se'l sol denominar Kautilya, que prové de l'expressió kautil neeti, i que podria ser el seu gotra (nom del clan) i Vishnugupta, que tradicionalment també s'ha identificat amb el nom de Chanakya. Va ser un sagaç mestre de la diplomàcia. Una de les primeres referències de la literatura en sànscrit que identifica explícitament Chanakya amb Vishnugupta fou el Panchatantra de Vishnu Sarma, al segle iii aC.
K.C. Ojha expressa l'opinió que la identificació tradicional en la que es considera que Vishnugupta i Kautilya són el mateix individu va ser produïda per una confusió d'edició i suggereix que Vishnugupta va ser un redactor de l'obra original de Kautilya. Thomas Burrow va encara més lluny i suggereix que Chanakya i Kautilya poden haver estat dues persones diferents.

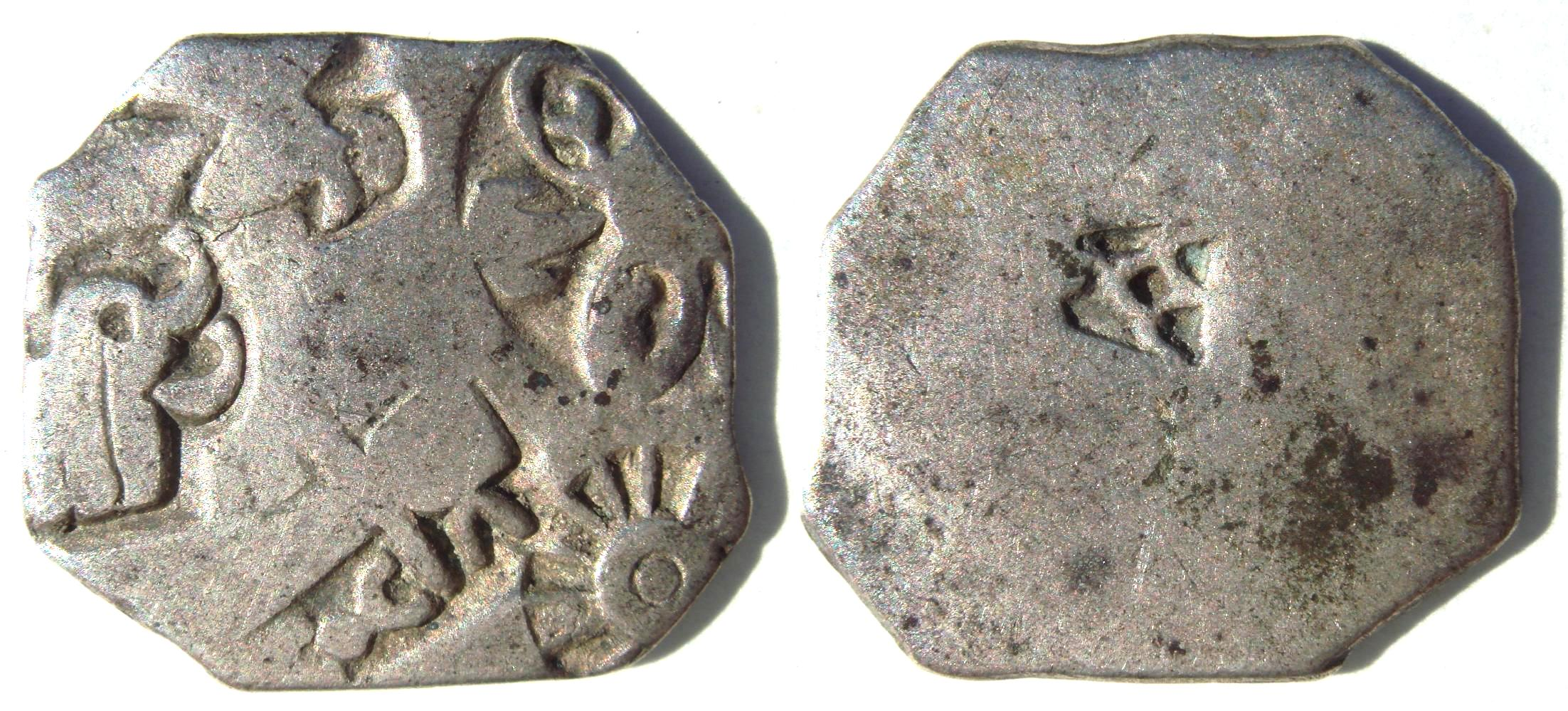
Moneda de plata de l'Imperi Maurya, amb símbols de la roda i l'elefant. Segle III aC.

Els detalls biogràfics sobre Chanakya es mouen sovint en el camp de la llegenda. Thomas R. Trautmann va analitzar diferents fonts documentals i va enumerar els següents elements comuns de les narracions existents sobre Chanakya:
- Chanakya va néixer ja amb totes dents, un senyal que es convertiria en rei, i que és un tret inadequat per a un brahman com Chanakya. Les dents de Chāṇakya, es trencaren i algú profetitzà que es pronunciaria a través d'un altre.
- El rei Nanda expulsà Chānakya de la seva cort, i Chānakya va jurar que es venjaria.
- Chānakya buscà un digne rival per al rei i trobà el jove Chandragupta Maurya que de nen ja mostrava la capacitat de ser un líder.
- L'intent inicial de Chānakya per enderrocar Nanda fallà.
- Chānakya canvià la seva aliança amb el rei de la muntanya, Parvata, a causa de la seva obstinació i la no-adhesió als principis del tractat que havien acordat.
- Chānakya va recórrer als serveis d'un teixidor fanàtic per deslliurar el regne de rebels.
- La rivalitat política amb Subandhu perjudicà la salut de Chānakya.
- Segons una llegenda, que és una invenció posterior jainista, mentre Chanakya exercia com a Primer Ministre de Chandragupta Maurya, va començar a afegir petites quantitats de verí als aliments de Chandragupta per tal que s'acostumés a la metzina. L'objectiu d'aquesta era evitar que l'emperador fos enverinat pels enemics. Un dia la reina Durdha, que estava embarassada de nou mesos, va compartir l'àpat amb l'emperador. Atès que ella no estava acostumada al menjar enverinat, va morir. Chanakya va decidir salvar el nadó, va tallar el ventre de la reina i va treure el nadó. Una gota (Bindu en sànscrit) del verí havia passat al cap del nadó i, per tant, Chanakya el va nomenar Bindusara. Aquest es convertiria en un gran rei i pare del major emperador maurya des de Chandragupta, Aixoka.[16][17][18][19]

Bindusara va néixer abans que el seu pare fos emperador i, per tant, aquesta llegenda no és certa. Aixoka, el fill, es va casar el 265 aC i el seu fill Kunala tenia 18 anys el 269 aC, la qual cosa significa que fins i tot els prínceps es casaven ben d'hora. Aixoka va néixer el 310 aC i Bindusara al voltant del 330 aC.
Un anècdota que mostra la seva intel·ligència i gran capacitat d'observació és la següent: una vegada les forces mauryes van haver d'amagar-se en una cova fugint dels seus enemics i no tenien gens de menjar. Els soldats tenien fam i no podien sortir de la cova, ja que les seves vides corrien perill. Chanakya va veure una formiga que portava un gra d'arròs, però no hi havia cap rastre d'aliments o de grans a cap lloc de la cova. Va ordenar que cuinessin el gra d'arròs i a continuació els soldats va posar-se a cercar on podria haver trobat la formiga aquell aliment. Van esbrinar que els seus enemics estaven menjant en un espai just a sota de la cova. Tan aviat com van veure això, i sabent on s'ubicava l'enemic, es van escapar i van salvar les vides.

### Darrers anys i mort
Quan Bindusara ja fou jove, Chandragupta va abandonar el tron i va seguir al sant jainista Bhadrabahu, a l'actual Karnataka, i es van establir en un lloc conegut com a Shravana Belagola. Va viure com un asceta durant alguns anys i va morir d'inanició voluntària segons la tradició jainista.
Chanakya mentrestant es va mantenir com a Primer Ministre de Bindusara. Bindusara també va nomenar com un dels seus ministres a Subandhu, que envejava Chanakya. Un dia li va dir a Bindusara que Chanakya va ser el responsable de la mort de la seva mare. Bindusara va demanar informació a les donzelles, que li van confirmar aquesta història, i es va enutjar molt amb Chanakya. Es diu que Chanakya, veient que l'emperador estava enfadat amb ell, pensava que havia arribat el final de la seva vida. Va donar tots els seus béns als pobres, les viudes i els orfes i es va asseure sobre un munt de fems, disposat a morir mitjançant l'abstinència total d'aliments i begudes. Bindusara, mentre, conegué la història completa del seu naixement per la narració completa de les donzelles i s'afanyà a demanar perdó a Chanakya. Però Chanakya va mantenir la seva decisió. Bindusara girà la seva fúria contra Subandhu. Subandhu, que encara odiava Chanakya, volia assegurar-se que aquest no tornés a la ciutat i va organitzar una cerimònia de respecte, mentre amagat de tothom, va fer caure una brasa de carbó cremant dins del munt de fems. Ajudat pel vent, el fems es va incendiar ràpidament, i el gran home i l'autor de l'Arthashastra fou cremat fins a la mort.
La seva principal filosofia era: "Un deute ha de ser pagat fins a l'últim cèntim; un enemic ha de ser destruït sense deixar rastre". Irònicament, el seu principal enemic, Subandhu, seguí la seva filosofia i el va destruir sense deixar rastre.
Chanakya va viure fins a una edat madura i va morir cap a l'any 283 aC. Va ser incinerat pel seu net i deixeble seu, Radhagupta, que el va succeir com a Primer Ministre de la Imperi Maurya a Rakshasa Katyayan, besnet de Prabuddha Katyayan que va assolir el Nirvana durant el mateix període que Gautam Budhha; la seva contribució va ser fonamental en donar el seu suport perquè Aixoka aconseguís pujar al tron.

### Els grups religiosos
A la societat maurya hi havia tres tipus de creients no tradicionals: jainistes, budistes i ajivaquites. Chanakya era un seguidor d'Ajivaka; Nanda era jainista i la seva pèrdua del poder va representar la desgràcia per a tots els seus ministres jainistes. L'oncle de Chanakya era jainista també, i un grup d'ells recolzà Chanakya en la seva política de conspiracions per aconseguir el poder. Posteriorment, quan abdicà del tron, Chandragupta Maurya va convertir-se al jainisme. El seu fill Bindusara era ajivaka. També Ashoka era ajivaka però amb l'ascens al tron es va convertir al budisme.
Més tard, l'ajivikisme va ser la religió oficial de l'imperi a partir de la guerra de Kalinga (261 aC) i durant 14 anys. Posteriorment perdé poder i es va fusionar en l'hinduisme tradicional. El que ha arribat és una barreja d'històries budistes contradictòries i llegendes jainistes, que són rebutjades fins i tot per les cròniques cingaleses.

## Rol en la caiugada de l'Imperi Nanda

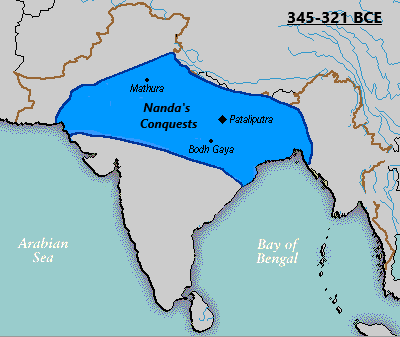
L'Imperi Nanda en la seva major extensió sota Dhana Nanda, circa 323 aC

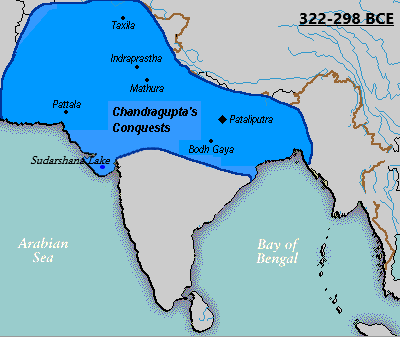
Imperi de Chandragupta en els seus primers anys

És sabut que Chankaya i Chandragupta van derrotar el poderós Imperi Nanda i van establir el nou Imperi Maurya.
Mudrarakshasa («El Segell del Ministre»), una obra datada, de manera diversa, entre final de segle iv fins a principi de segle viii, narra l'ascens de Chandragupta Maurya al poder: Sakatala, un ministre reial descontent, presenta Chanakya al rei nanda, sabent que Chanakya no seria ben tractat a la cort. Humiliat a la cort, Chanakya es va deslligar la sikha (floc de cabell) i va jurar que se'l lligaria de nou fins que no destruís el regne nanda. D'acord amb el Mudrarakshasa, Chandragupta era el fill d'una concubina reial anomenada Mura i va passar la seva infància al palau dels Nanda. Chanakya i Chandragupta van signar un pacte amb Parvataka (identificat amb el rei Poros d'Hidaspes per alguns estudiosos) al nord-oest de l'Índia, fet que els assegurava la seva victòria sobre l'Imperi Nanda. El seu exèrcit combinat va tenir soldats saces, yavanes (grec), kirates, kamboges i vahliks.
Després de la seva victòria, els territoris de l'Imperi Nanda es van dividir entre Parvataka i l'aliat de Chanakya, Chandragupta. No obstant això, després de la mort de Parvataka, el seu fill Malayaketu cercà el control de tots els antics territoris nanda. Va ser recolzat per Rakshasaa, l'exministre del regne anda. Diversos dels intents de matar Chandragupta van ser frustrats per Chanakya. Com a part de la seva estratègia, Chanakya i Chandragupta van escenificar una bretxa entre ells. En aquesta farsa, Chandragupta cessà Chanakya del seu càrrec ministerial, mentre declarava que Rakshasa era millor que ell. Agents de Chanakya a la cort de Malayaketu van fer que el rei es girés contra Rakshasa en suggerir que Rakshasa estava a punt de substituir Chanakya a la cort de Chandragupta. Les activitats dels espies de Chanakya van eixamplar encara més la bretxa entre Malayaketu i Rakshasa. Els seus agents també enganyaren Malayaketu en fer-li creure que cinc dels seus aliats planejaven unir-se a Chandragupta, el que va conduir Malayaketu a ordenar les seves morts. Al final, Rakshasa acaba unint-se al costat de Chandragupta i la coalició de Malayaketu resulta completament desfeta per l'estratègia de Chanakya.
Segons els textos budistes, Chandragupta era el fill del cap del clan Moriya de Pippalivana. Chanakya un cop el va veure menant un grup de joves de la localitat i quedà molt impressionat. Va triar Chandragupta com el líder de la revolta anti-nanda.
Diverses adaptacions modernes de la llegenda narren la història de Chanakya en una forma semi-fictícia, i estenen aquestes llegendes. A Chandragupta (1911), una obra de Dwijendralal Ray, el rei Nanda exilia el seu mig germà Chandragupta, qui s'uneix a l'exèrcit d'Alexandre el Gran. Més tard, amb l'ajuda de Chanakya i Katyayan (l'exprimer ministre de Magadha), Chandragupta derrota Nanda, que és condemnat a mort per Chanakya.
Obres del segle XX com ara Chanakya (2001) de B. K. Chaturvedi i Chanakya's Chant (2010) d'Ashwin Sanghi també presenten relats de semi-ficció de la vida de Chanakya. Segons aquests, el pare de Chanakya, Chanak, era amic de Xakhtar, el primer ministre del regne magadha i Chanakya estimava Suvashini, filla de Xakhtar. Aquest havia perdut gran part de la seva influència política en favor d'un altre cortesà anomenat Rakshasa, i una nit, Xakhtar va ser empresonat pel rei Dhana Nanda. La rivalitat de la família del Chanakya amb el rei Dhana Nanda va començar quan Chanak va criticar obertament el mal govern del rei. Després de l'execució de Chanak pel rei, l'exministre Magadha Katyayan va enviar Chanakya a Acharya Pundarikaksha de Takshashila. Chanakya va completar la seva educació a Takshashila i allà es va convertir en professor. Després d'alguns anys, va tornar a Pataliputra per tal de reunir-se amb la seva mare, però s'assabenta que ja és morta. També s'assabenta que el govern nanda s'havia deteriorat encara més sota la creixent influència de Rakshasa, que havia fet de Suvashini la seva amant. Quan Chanakya visita la cort reial per donar el seu consell, és insultat i empresonat pel rei. Chanakya és rescatat pels homes del general Maurya, una altra persona que menyspreava el govern del rei. Chanakya va dur Chandragupta Maurya a Takshashila, on es va formar el jove. El rei Ambhi, governant de Takshashila, s'havia aliat amb l'invasor Alexandre el Gran per derrotar Parvataka. Chanakya Chandragupta va aplegar un grup de persones descontentes amb el govern d'Ambhi i van formar una aliança amb Parvataka per derrotar el rei nanda. Llurs primeres temptatives de conquerir Magadha resulten infructuoses. Un cop, Chanakya es va trobar amb una mare que renyava el seu fill per haver-se cremat quan menjava un bol de civada pel mig, en lloc de fer-ho pels cantons, que estaven més freds. Chanakya es va adonar del seu error estratègic inicial: atacava Magadha, el centre del territori nanda. Després va canviar d'estratègia i es va centrar en la captura de les zones situades a la perifèria de l'Imperi Nanda. Amb l'ajuda de Suvashini, es va obrir una bretxa entre el rei i Rakshasa. Finalment, va derrotar l'últim rei nanda i va establir un nou imperi amb Chandragupta Maurya com a emperador.

## Obres
A Chanakya se li atribueixen dues obres:Arthashastra i Neetishastra (també coneguda com a Chanakya Niti)

### Arthashastra
L'Arthashastra' (traduïble com a "ciència de la política") tracta de política monetària i fiscal, benestar, relacions internacionals i estratègies militars en detall. El text també descriu els deures d'un governant. Alguns estudiosos creuen que l'Arthashastra és en realitat un recull d'una sèrie de textos anteriors escrits per diversos autors, i Chanakya podria haver estat un d'aquests autors.
La identificació habitual de Kautilya o de Vixnu Gupta amb el ministre Chānakya de Chandragupta Maurya fa que l'obra pgui ser datada al segle iv aC. Però les afinitats amb els Smriti i les referències que serien anacròniques al segle iv aC suggereixen que el tractat podria datar del període compre entre els segles II i IV abans de la nostra era.
És un escrit essencialment pragmàtic, que fa cas omís, com en el cas de Nicolau Maquiavel, de tota consideració moral i descriu la manera de governar un regne, tant en els afers interns com en la diplomàcia vis-à-vis amb els veïns, aliats o enemics. L'Arthashastra planteja la teoria que hi ha quatre camps de coneixement necessaris: els Vedas, l'Anviksiki (filosofia de Samkhya, Ioga i Lokayata), la ciència del govern i la ciència de l'economia (agricultura, el bestiar i el comerç), i d'aquests quatre es deriven tots els altres coneixements, riquesa i prosperitat humana. Preconitza una actitud molt activa i sovint guerrera: creixement és sinònim de conquestes. Si aquestes últimes són arriscades, l'autor se serveix llavors de la duplicitat per aconseguir els seus objectius. L'estabilitat no sembla doncs, essencialment, més que una situació provisional.
L'obra està composta per quinze llibres :
1. Sobre la disciplina
2. Els deures dels ministres del govern
3. Sobre la llei
4. L'eliminació de les espines
5. La conducta dels cortesans
6. L'origen dels estats sobirans
7. La fi de la política sèxtupla
8. Dels vicis i calamitats
9. La tasca d'un invasor
10. Sobre la guerra
11. La conducta de les corporacions
12. Sobre un enemic poderós
13. Mitjans secrets per capturar una fortalesa
14. Mitjans secrets
15. La planificació d'un tractat

### Neetishastra
El Neetishastra és un tractat sobre la forma ideal de la vida, i mostra el profund estudi de Chanakya de la forma de vida de l'Índia. Chanakya també va desenvolupar Neeti-sutres (aforismes - frases concises) que li diuen a la gent com s'han de comportar. D'aquestes famoses 455 sutres, aproximadament 216 es refereixen a raja-neeti (els pros i els contres de funcionament d'un regne). Pel que sembla, Chanakya utilitza aquests sutres per preparar Chandragupta i altres deixebles seleccionats en l'art de governar un regne.

## Llegat
L'Arthashastra és un manual seriós sobre l'art de governar, sobre com dirigir un estat, informat per un propòsit superior, clar i precís en les seves prescripcions, resultat de l'experiència pràctica del funcionament d'un Estat. No és només un text normatiu, sinó una descripció realista de l'art de dirigir un estat. 
Chanakya és considerat com un gran pensador i diplomàtic a l'Índia. Molts nacionalistes indis el consideren com una de les primeres persones que albirà un Índia unida, que abastaria la totalitat de subcontinent. El Conseller de Seguretat Nacional de l'Índia Shiv Shankar Menon elogià l'Arthashastra de Chanakya per les seves regles clares i precises que s'apliquen en l'actualitat. A més, en recomanava la seva lectura per tal d'ampliar la visió sobre qüestions estratègiques.
L'enclavament diplomàtic a Nova Delhi es diu Chanakyapuri en honor de Chanakya, així com un vaixell escola. La Universitat de Dret Nacional de Chanakya, l'Institut Chanakya de Lideratge Públic i el cercle Chanakya de Mysore foren batejats així en honor seu.

### Films i televisió
- La sèrie de televisió Chanakya és un relat arquetípic de la vida i l'època de Chanakya, basada en l'obra de teatre "Mudra-rakshasa" (El segell de "Rakshasaa")
- El popular canal indi en hindi NDTV Imagine va començar una sèrie biogràfica sobre la vida de Chandragupta Maurya i el seu mestre, Chanakya, produïda per Sagar Arts. La sèrie s'anomenà Chandragupta Maurya.[26]
- La cançó de The Roots "Make My", apareguda al seu àlbum del 2011 Undun presenta una cita atribuïda Chanakya: "Un home neix sol i mor sol; experimentà el bé i el mal i les conseqüències del seu karma sol; i se'n va sol l'infern o a la Casa Suprema"
- La història de Chanakya i Chandragupta fou duta al cinema en una pel·lícula en telugu del 1977 titulada Chanakya Chandragupta. Akkineni Nageswara Rao interpretava el paper de Chanakya, mentre N. T. Rama Rao feia de Chandragupta.[27]

### Llibres i món acadèmic
- Un llibre en anglès titulat Chanakya on Management conté 216 sutres o raja-neeti, cadascun dels quals ha estat traduït i comentat.
- Un llibre escrit per Ratan Lal Basu i Rajkumar Sen tracta dels conceptes econòmics esmentats a l'Arthashastra i la seva rellevància per al món modern.[28]
- El 2009, molts experts eminents van discutir els diversos aspectes del pensament de Kautilya en una conferència internacional celebrada a l'Institut d'Investigació Oriental, Mysore (Índia) per celebrar el centenari del descobriment del manuscrit de l'Arthashastra per part de Rudrapatnam Shamasastry. Bona part dels documents presentats en la conferència han estat recopilats en un volum editat per Raj Kumar Sen i Ratan Lal Basu.[29][30]
- Chanakya's Chant d'Ashwin Sanghi és un relat fictici de la vida de Chanakya. La novel·la relata dues històries paral·leles: la primera de Chanakya i les seves maquinacions per portar Chandragupta Maurya al tron de Magadha, i la segona, la d'un personatge actual anomenat Gangasagar Mishra, que ambiciona de situar un nen dels barris marginals com a Primer Ministre de l'Índia.
- El paper de Kautilya en la formació de l'Imperi Maurya és l'essència d'una novel·la històric-espiritual: Courtesan and the Sadhu del Dr. Mysore N. Prakash.[31]
- La contribució de Chanakya al patrimoni cultural de Bharat (a Kannada) per Shatavadhani Ganesh amb el títol Bharatada Samskrutige Chanakyana Kodugegalu.[32]
- Pavan Choudary. Chanakya's Political Wisdom.  Wisdom Village Publications Division. ISBN 978-81-906555-0-7., un comentari polític sobre Chanakya